# Andrea de Cesaris
Andrea de Cesaris (Róma, 1959. május 31. – Róma, 2014. október 5.) olasz autóversenyző, volt Formula–1-es pilóta. 208 versenyen indult, de egyetlen alkalommal sem sikerült nyernie, így rekordtartónak számít. Karrierje kezdetén hírhedt volt baleseteiről, de később megbízható versenyzővé vált.

## Pályafutása
Gokarttal világbajnoki címet szerzett. A Marlboro céggel ápolt jó kapcsolatának köszönhetően könnyen került be a Formula–1-be. Egy Alfa Romeo volánja mögött kezdte pályafutását, 1980-ban. A következő évben egy McLarennel versenyzett. Kiszámíthatatlan vezetésével megfélemlítette a többieket. 1982-ben és 1983-ban ismét Alfa Romeóval versenyzett, az 1982-es monacói nagydíjon harmadik lett. 1984-ben a Ligier-hez igazolt. A csapatnál eltöltött két év alatt nem sok sikerélményben volt része, ezért megjárta a Minardit, a Brabhamet, a Rialt, a Dallarát, a Jordant és a Tyrrellt. Ezek után 1994-ben ismét a Jordan következett, majd végül a Sauber. A Jordannél 2 futam elejéig Eddie Irvine-t helyettesítette, akit az 1994-es brazil nagydíjon elkövetett balesete miatt eltiltottak, így Aguri Suzuki után Andrea de Cesaris került a képbe. 1994-ben Karl Wendlinger a monacói csütörtöki szabadedzésen lesérült, így került De Cesaris a Sauberhez, ahol Jerezben futotta utolsó versenyét és adta át helyét JJ Lehtónak.

## Halála
De Cesaris 2014. október 5-én vesztette életét egy motorbalesetben, 55 éves korában.

## Teljes Formula–1-es eredménysorozata
(Táblázat értelmezése)

(Félkövér: pole-pozícióból indult; dőlt: leggyorsabb kört futott) 

| Év   | Csapat                    | 1      | 2      | 3      | 4      | 5       | 6      | 7       | 8      | 9      | 10     | 11     | 12     | 13     | 14     | 15     | 16     | Helyezés | Pont |
| ---- | ------------------------- | ------ | ------ | ------ | ------ | ------- | ------ | ------- | ------ | ------ | ------ | ------ | ------ | ------ | ------ | ------ | ------ | -------- | ---- |
| 1980 | Alfa Romeo                | ARG    | BRA    | RSA    | USW    | BEL     | MON    | FRA     | GBR    | GER    | AUT    | NED    | ITA    | CAN Ki | USA Ki |        |        | -        | 0    |
| 1981 | McLaren                   | USW Ki | BRA Ki | ARG 11 | SMR 6  | BEL Ki  | MON Ki | ESP Ki  | FRA 11 | GBR Ki | GER Ki | AUT 8  | NED NI | ITA 7  | CAN Ki | CPL 12 |        | 18.      | 1    |
| 1982 | Alfa Romeo                | RSA 13 | BRA Ki | USW Ki | SMR Ki | BEL Ki  | MON 3  | DET Ki  | CAN 6  | NED Ki | GBR Ki | FRA Ki | GER Ki | AUT Ki | SUI 10 | ITA 10 | CPL 9  | 17.      | 5    |
| 1983 | Alfa Romeo                | BRA EX | USW Ki | FRA 12 | SMR Ki | MON Ki  | BEL Ki | DET Ki  | CAN Ki | GBR 8  | GER 2  | AUT Ki | NED Ki | ITA Ki | EUR 4  | RSA 2  |        | 8.       | 15   |
| 1984 | Ligier                    | BRA Ki | RSA 5  | BEL Ki | SMR 6  | FRA 10  | MON Ki | CAN Ki  | DET Ki | DAL Ki | GBR 10 | GER 7  | AUT Ki | NED Ki | ITA Ki | EUR 7  | POR 12 | 18.      | 3    |
| 1985 | Ligier                    | BRA Ki | POR Ki | SMR Ki | MON 4  | CAN 14  | DET 10 | FRA Ki  | GBR Ki | GER Ki | AUT Ki | NED Ki | ITA    | BEL    | EUR    | RSA    | AUS    | 17.      | 3    |
| 1986 | Minardi                   | BRA Ki | ESP Ki | SMR Ki | MON NK | BEL Ki  | CAN Ki | DET Ki  | FRA Ki | GBR Ki | GER Ki | HUN Ki | AUT Ki | ITA Ki | POR Ki | MEX 8  | AUS Ki | -        | 0    |
| 1987 | Brabham                   | BRA Ki | SMR Ki | BEL 3  | MON Ki | DET Ki  | FRA Ki | GBR Ki  | GER Ki | HUN Ki | AUT Ki | ITA Ki | POR Ki | ESP Ki | MEX Ki | JPN Ki | AUS 8  | 14.      | 4    |
| 1988 | Rial                      | BRA Ki | SMR Ki | MON Ki | MEX Ki | CAN 9   | DET 4  | FRA 10  | GBR Ki | GER 13 | HUN Ki | BEL Ki | ITA Ki | POR Ki | ESP Ki | JPN Ki | AUS 8  | 15.      | 3    |
| 1989 | Scuderia Italia (Dallara) | BRA 13 | SMR 10 | MON 13 | MEX Ki | USA Ki  | CAN 3  | FRA NK  | GBR Ki | GER 7  | HUN Ki | BEL 11 | ITA Ki | POR Ki | ESP 7  | JPN 10 | AUS Ki | 16.      | 4    |
| 1990 | Scuderia Italia (Dallara) | USA Ki | BRA Ki | SMR Ki | MON Ki | CAN Ki  | MEX 13 | FRA Kiz | GBR Ki | GER NK | HUN Ki | BEL Ki | ITA 10 | POR Ki | ESP Ki | JPN Ki | AUS Ki | -        | 0    |
| 1991 | Jordan                    | USA NK | BRA Ki | SMR Ki | MON Ki | CAN 4   | MEX 4  | FRA 6   | GBR Ki | GER 5  | HUN 7  | BEL 13 | ITA 7  | POR 8  | ESP Ki | JPN Ki | AUS 8  | 9.       | 9    |
| 1992 | Tyrrell                   | RSA Ki | MEX 5  | BRA Ki | ESP Ki | SMR 14  | MON Ki | CAN 5   | FRA Ki | GBR Ki | GER Ki | HUN 8  | BEL 8  | ITA 6  | POR 9  | JPN 4  | AUS Ki | 9.       | 8    |
| 1993 | Tyrrell                   | RSA Ki | BRA Ki | EUR Ki | SMR Ki | ESP Kiz | MON 10 | CAN Ki  | FRA 15 | GBR HN | GER Ki | HUN 11 | BEL Ki | ITA Ki | POR 12 | JPN Ki | AUS 13 | -        | 0    |
| 1994 | Jordan                    | BRA    | PAC    | SMR Ki | MON 4  | ESP     |        |         |        |        |        |        |        |        |        |        |        | 19.      | 4    |
| 1994 | Sauber                    |        |        |        |        |         | CAN Ki | FRA 6   | GBR Ki | GER Ki | HUN Ki | BEL Ki | ITA Ki | POR Ki | EUR Ki | JPN    | AUS    | 19.      | 4    |

## Fordítás
Ez a szócikk részben vagy egészben  az   Andrea de Cesaris című angol Wikipédia-szócikk fordításán alapul.  Az eredeti cikk szerkesztőit annak laptörténete sorolja fel. Ez a jelzés csupán a megfogalmazás eredetét és a szerzői jogokat jelzi, nem szolgál a cikkben szereplő információk forrásmegjelöléseként.